# Тангенс
Тангенсът е тригонометрична функция, дефинирана като
{\displaystyle \operatorname {tg} \,x={\frac {\,\sin x}{\,\cos x}}}
за всяко реално x ≠ (2k + 1)π/2. Тази точка се изключва от дефиниционната област на тангенса, понеже той е дефиниран като частно и знаменателят не може да бъде равен на нула.
Терминът „тангенс“ е въведен от датския математик Томас Финке (1561 – 1656) в неговата книга „Geometria rotundi“ („Геометрия на кръглото“), издадена през 1583 г. Бележи се с tg или tan.

## Дефиниция
За остър ъгъл в правоъгълен триъгълник тангенсът се дефинира като отношението на срещулежащия катет към прилежащия катет. За обобщен ъгъл с радианна мярка x ≠ (2k + 1) π/2, чийто връх е в координатното начало, а първото рамо е по абсцисната ос, tg x е ординатата на точката, в която второто рамо на ъгъла пресича оста на тангенсите – допирателната към единичната окръжност, прекарана през точката с координати (1,0).

## Формули и свойства
Някои от свойствата на функцията тангенс са:
- Функцията тангенс е нечетна функция, понеже tg (-x) = – tg x.

- Функцията тангенс е периодична функция с период π, понеже tg x = tg (x + kπ).

- Функцията тангенс не е ограничена функция, тъй като tg π/2 = ∞, tg 3π/2 = -∞.

- За функцията тангенс са изпълнени:

tg x = 1/ ctg x.
1 + tg2 x = 1/cos2x

### Тангенс на сбор и разлика на два ъгъла
tg (x + y) = (tg x + tg y) / (1 – tg x . tg y).
tg (x – y) = (tg x – tg y) / (1 + tg x . tg y).

### Тангенс на удвоен ъгъл
tg 2x = 2 tg x / (1 – tg2 x).

### Сбор и разлика на тангенси
tg x + tg y = sin (x + y) / cos x . cos y.
tg x – tg y = sin (x – y) / cos x . cos y.

### Графика на функцията
Графиката на тангенса е показана на следващия чертеж. За да изучим изменението ѝ е достатъчно да я изследваме в интервал с дължина π. За тази цел е удобен интервалът (-π/2, π/2), като е взета под внимание периодичността на функцията.